# It Just Comes Natural
| Оценки критиков      | Оценки критиков |
| Источник             | Оценка          |
| -------------------- | --------------- |
| About.com            | [ 1 ]           |
| Allmusic             | [ 2 ]           |
| Entertainment Weekly | B+              |
| The Music Box        | [ 4 ]           |
| People               | [ 5 ]           |
| PopMatters           | [ 6 ]           |
| Stylus Magazine      | B               |

It Just Comes Natural — двадцать четвёртый студийный альбом американского кантри-певца Джорджа Стрейта, вышедший 3 октября 2006 года на лейбле MCA Nashville. Продюсером был Тони Браун и сам Стрейт. Диск Дж. Стрейт возглавил кантри-чарт Top Country Albums, а также был номинирован на премию Грэмми в категории Лучший альбом в стиле кантри.

## Об альбоме
Альбом получил положительные отзывы музыкальных критиков.
10 февраля 2008 года альбом был номинирован на музыкальную премию Грэмми в категории Лучший альбом в стиле кантри. Два сингла с диска возглавили кантри-чарт США Hot Country Songs: «Give It Away» (в 41-й раз, побив старый рекорд Конвея Твитти, у которого было 40 чарттопперов) и «It Just Comes Natural» (в 42-й раз). Тираж альбома  превысил 1 млн копий и он получил платиновый статус RIAA.

## Список композиций
1. "Give It Away" (Bill Anderson, Buddy Cannon, Jamey Johnson) – 3:30
2. "She Told Me So" (Bobby Braddock) – 3:04
3. "That's My Kind of Woman" (Dean Dillon, Tammy Hyler) – 3:26
4. "Wrapped" (Bruce Robison) – 4:09
5. "It Just Comes Natural" (Marv Green, Jim Collins) – 2:58
6. "He Must Have Really Hurt You Bad" (Tim Johnson) – 2:42
7. "A Heart Like Hers" (Tony Martin, Mark Nesler) – 3:27
8. "Why Can't I Leave Her Alone" (Trent Tomlinson, Danny Wells, Ashe Underwood, Mark Kerr) – 4:16
9. "One Foot in Front of the Other" (Lee Roy Parnell, Cris Moore) – 4:16
10. "I Ain't Her Cowboy Anymore" (Dillon, Scotty Emerick, Marla Cannon-Goodman) – 4:56
11. "Texas Cookin'" (Guy Clark) – 4:25
12. "A Better Rain" (David Cory Lee, Tony Lane) – 3:39
13. "How 'bout Them Cowgirls" (Casey Beathard, Ed Hill) – 3:57
14. "What Say" (Leslie Satcher, Bobby Carmichael) – 3:54
15. "Come On Joe" (Tony Romeo) – 3:49

## Позиции в чартах
| Чарт (2006)                       | Высшая позиция |
| --------------------------------- | -------------- |
| U.S. Billboard Top Country Albums | 1              |
| U.S. Billboard 200                | 3              |